# رنه ملندز
رنه ملندز (انگلیسی: René Meléndez; ۲۹ دسامبر ۱۹۲۸ – ۱۴ نوامبر ۲۰۰۲) بازیکن فوتبال اهل شیلی بود.
از باشگاه‌هایی که در آن بازی کرده‌است می‌توان به باشگاه فوتبال اونیورسیداد شیلی اشاره کرد.